# آلکسی ایوانوف
آلکسی ایوانوف (ارمنی: Ալեքսեյ Իվանով؛ انگلیسی: Aleksei Ivanov؛ ۲۱ سپتامبر ۱۹۹۵ ) بازیکن هاکی روی یخ اهل ارمنستان در پست مدفع است.

## باشگاهی
از باشگاه‌هایی که در آن بازی کرده‌است می‌توان به باشگاه هاکی روی یخ پیونیک ایروان، BKMA Yerevan اشاره کرد.

## تیم ملی
وی همچنین در تیم ملی هاکی روی یخ مردان ارمنستان بازی کرده‌است